# Hoylake
Hoylake es una ciudad costera dentro del burgo metropolitano de Wirral, Merseyside, Inglaterra.
La ciudad está localizada en la esquina occidental del norte del Península de Wirral, cercano a la ciudad de Kirby y del Río Dee. 
En el censo del año 2001, la población de Hoylake era 5,710 de una población total de 13,042.

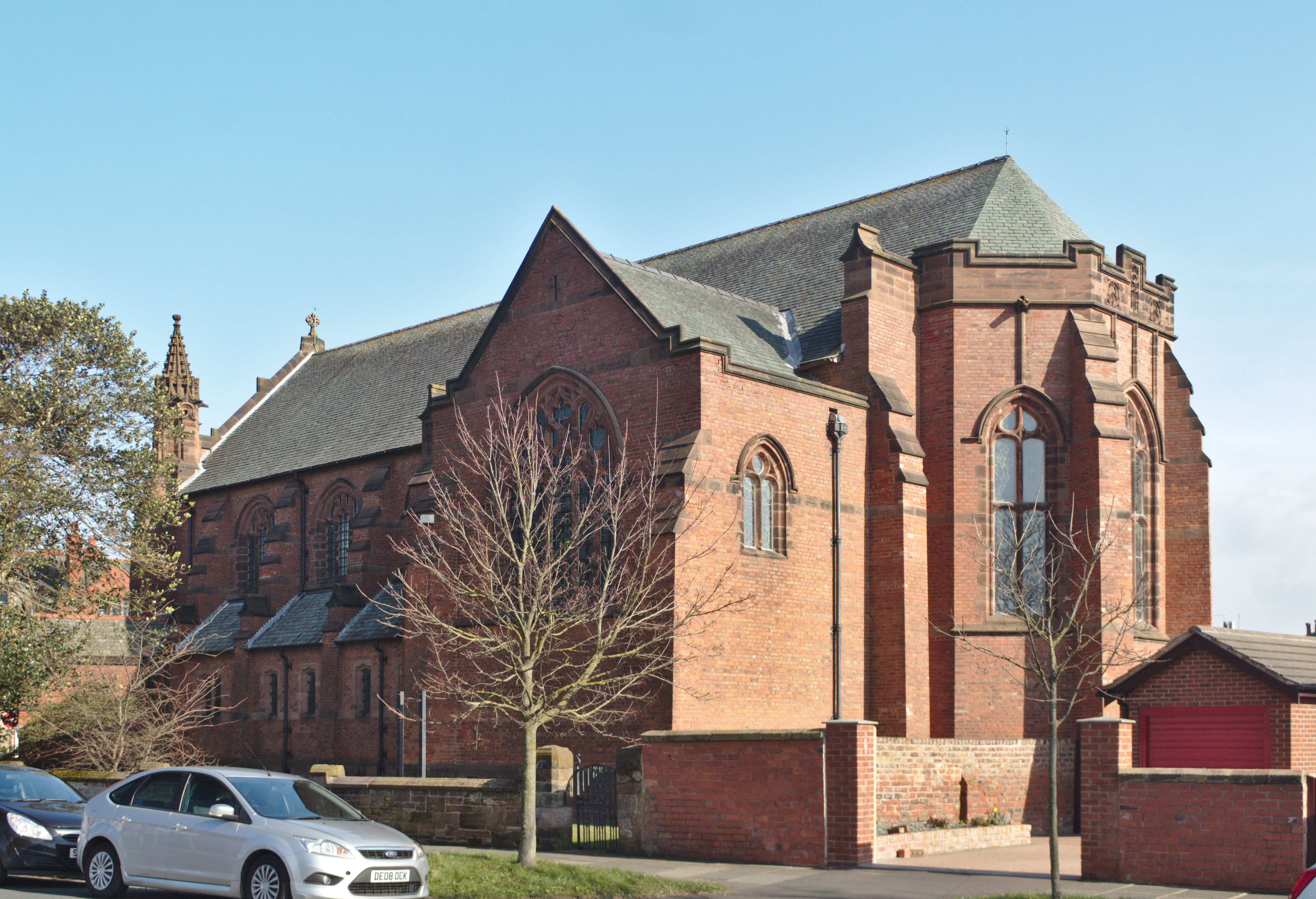
Capilla Hoylake

## Educación
Hoylake tiene la escuela independiente Kingsmead School, el cual educa chicas y chicos de 2 a 16 años. Y la Hoylake Trinity santa C de E , que es la principal escuela primaria, que educa a niños de las edades de 3 a 12 años.

## Deportes
En Hoylake se practican los deportes: 
- Golf
- Rugby
- Nado
- Navegación
- Vehículo de vela
- Críquet